# Camembert (queso)

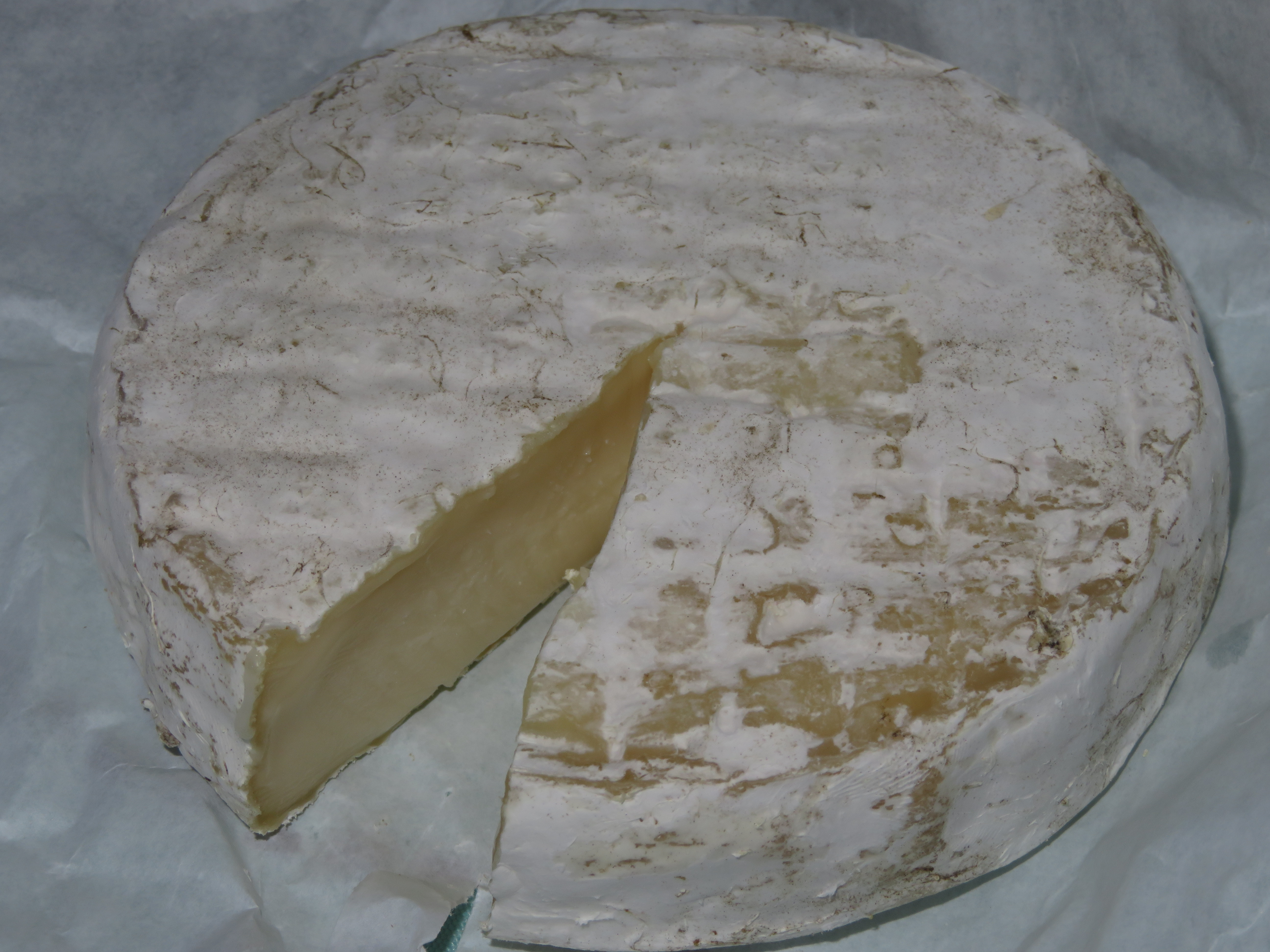
Camembert de leche de cabra, queso del Valle de Aspe, Pirineos Atlánticos

El camembert (pronunciación francesa: [ka.mɑ̃.bɛʁ]) es un queso blando, cremoso, con corteza de moho blanco y hecho con leche de vaca. Se trata de una denominación genérica para designar quesos similares al Camembert de Normandía (protegido por una Denominación de origen), pero producidos en otras regiones de Francia, en Europa y en el mundo entero.

## Producción
El primer camembert estuvo hecho de leche no pasteurizada. La mayoría de los camembert que hay en el mercado se confeccionan con leche pasteurizada por razones de seguridad, aunque el camembert original de Normandía utiliza solo leche cruda.